# Scandale du cashgate
Le cashgate est un scandale financier de détournements de fonds publics, découvert en 2013, qui toucha le Malawi. Le scandale est découvert durant la présidence de Joyce Banda quoiqu'il ait sans doute commencé avant la prise de fonction de cette dernière.
Le scandale apparaît en septembre 2013, lorsqu'on trouve plusieurs milliers de dollars américains dans la voiture d'un assistant-comptable du ministère de l'Environnement. Une semaine plus tard, le directeur du budget du ministère des Finances est blessé par balles à l'extérieur de son domicile, puis l'on découvre que plusieurs autres fonctionnaires cachent de grosses sommes d'argent ; c'est le début du « scandale du cashgate ».
À la suite de ces révélations, le gouvernement britannique finance un audit indépendant, centré sur les transactions effectuées via le système électronique de gestion financière du Malawi. Le premier audit, dont les conclusions sont publiées en février 2014, révèle que seize entreprises malawites ont reçu des versements illégaux en provenance du gouvernement entre avril et septembre 2013, pour la fourniture de biens et de services fictifs. Au total, quelque trente-deux millions de dollars américains ont été détournés durant les six mois couverts par l'étude. En octobre 2013, plus de soixante-dix personnes sont arrêtées, donc beaucoup sont, plus tard, jugées et condamnées. La présidente Joyce Banda congédie également la totalité de son gouvernement.
En octobre 2014, le cabinet Baker Tilly fournit au gouvernement du Malawi un rapport confidentiel concernant les cas individuels relevés durant l'audit original. Le rapport, qui était censé être confidentiel et réservé aux autorités judiciaires et policières malawites, détaille les personnes et entreprises impliquées dans le cashgate. Le plus important bénéficiaire est Osward Lutepo, homme d'affaires et politicien, qui, en 2015, est condamné à onze ans de prison.

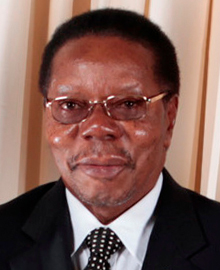
Le président Bingu wa Mutharika en 2009.

En novembre 2014, alors qu'il semble que le cashgate s'étend au-delà du champ d'investigation et de la période couverts par l'audit britannique, le gouvernement allemand commandite un autre audit pour enquêter sur des malversations antérieures à 2009, à l'époque de la présidence de Bingu wa Mutharika. Les résultats de cet audit n'ont pas encore été rendus publics. Plusieurs pays suspendent leurs aides publiques au Malawi tant que la problématique liée au scandale n'est pas réglée.
Le cashgate reste un sujet politique très discuté au Malawi. Le président, Peter Mutharika (frère du président Bingu wa Mutharika), élu en 2014, et son parti, le Parti démocrate-progressiste (DPP), persistent à évoquer l'implication de la présidente Joyce Banda malgré l'absence de preuves. De leur côté, l'ex-présidente et son parti, le People's Party, ont longuement spéculé sur l'implication des frères Mutharika, arguant du meurtre mystérieux du patron du bureau anti-corruption du Malawi, de l'incapacité à mettre en œuvre des réformes financières et de l'enrichissement suspect des membres importants du DPP. Pourtant, aucun lien n'a été formellement établi entre les deux présidents et le scandale du cashgate.

## Contexte

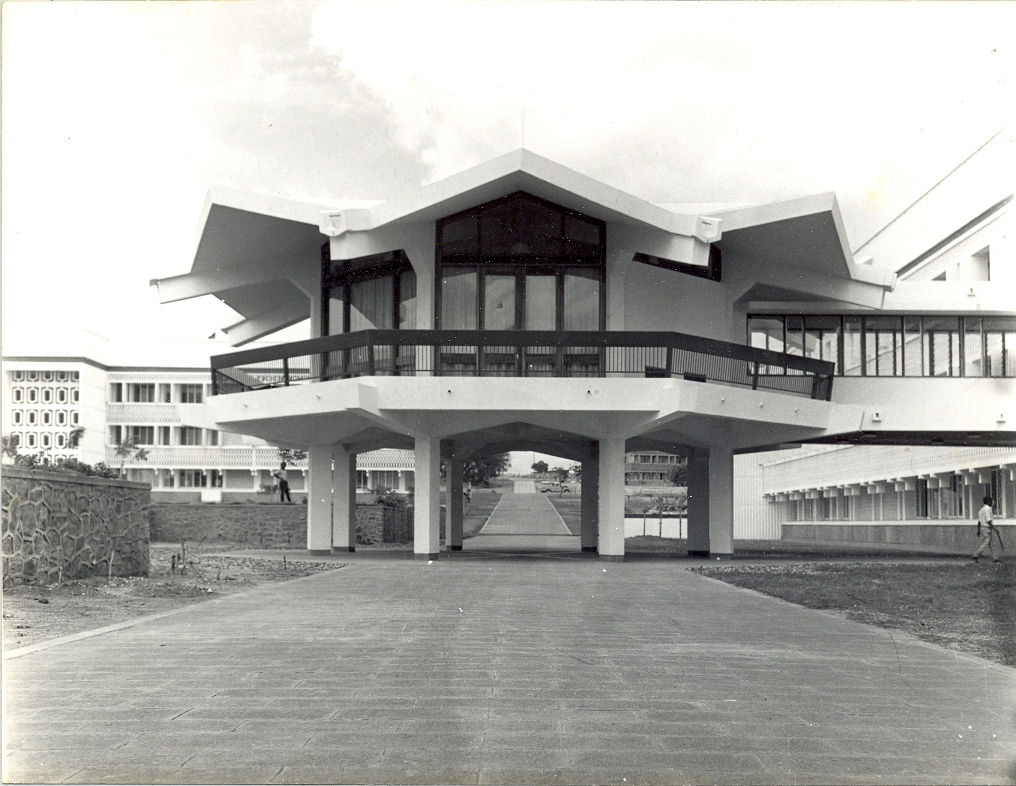
L'entrée des bureaux du gouvernement du Malawi à Capital Hill, Lilongwe.

La plupart des pays ont un système de gestion des finances publiques utilisé pour gérer les flux financiers, dépenses et recettes, aux divers niveaux du gouvernement. Ce système permet une gestion centralisée et efficace des fonds gouvernementaux et permet de collationner ces fonds avec les avoirs bancaires réels dans tout le pays. En raison des sommes considérables qui transitent par cet intermédiaire, il est important que le système de gestion soit robuste et efficace, capable de détecter et de résoudre les problèmes éventuels.
En 1995, le gouvernement du Malawi commence à mettre en place un système de gestion des finances publiques (IFMIS, acronyme de Integrated Financial Management Information System) avec l'aide de la Banque mondiale, destiné à remplacer le système manuel précédemment en place. Il permet, lorsqu'il est convenablement mis en œuvre et géré, de faire un lien automatique entre le budget planifié et les demandes de fonds, permettant aux gestionnaires de programmer temporellement les dépenses afin de minimiser les problèmes de cash-flow. Cela permet un contrôle efficace des dépenses, une budgétisation convenable et une information financière précise pour l'ensemble du gouvernement, via un système comptable informatisé de pointe et un système normalisé de rapports de gestion financière intégré pour l'ensemble du gouvernement. Un projet pilote est lancé dans cinq ministères, mais il rencontre plusieurs problèmes, liés à la fin du contrat avec le précédent fournisseur. Parmi ceux-ci, on peut citer une mauvaise gestion, des problèmes techniques, des défauts de financement, des dissenssions entre les membres du groupe projet (il y avait trois fournisseurs différents), une formation insuffisante et des problèmes culturels parmi le personnel, tout cela entrainant d'importants retards,.
En 2003, la Banque mondiale finance un système de gestion des finances publiques, conçu par le groupe CODA, qui doit être mis en place par un revendeur sud-africain nommé UES. En 2004, Lise Rakner, professeur en sciences politiques et chercheuse au Chr. Michelsens Institutt (no) (CMI) en Norvège, le plus important centre de recherches sur le développement en Scandinavie, en collaboration avec le département britannique pour le développement international (DFID) et l'Institute of Policy Research and Analysis, publie un rapport qui expose que « le système électronique proposé, l'IFMIS, n'est pas déployé, et il est mal perçu car il ne permet plus d'exercer le pouvoir discrétionnaire d'allouer des ressources. » Le rapport relève également que, outre la fraude rampante et la corruption généralisées dans les achats et les décaissements, il n'y avait pas de « dossiers adéquats concernant le personnel ni les pensions et avances, ce qui entraînait des problèmes de travailleurs fantômes, en particulier dans le secteur de l'éducation. Équipe non payée et pas motivée. Dossiers incomplets et trafiqués : audit non effectué ».
La même année, en novembre 2004, un article dans une revue à comité de lecture identifie vingt-et-un problèmes nécessitant d'être résolus pour que le système fonctionne correctement ; pour on ne sait quelle raison, il ne le sont pas. En mai 2005, le gouvernement décide d'adopter et de mettre en place un système de gestion conçu par la société Epicor (en) après une visite d'étude en Tanzanie, effectuée en mars 2005, et un contrat avec la société Soft-Tech Consultants est signé en juillet 2005. En novembre 2005, le système est mis en place et paramétré selon des spécifications propres au Malawi, en fonction des demandes de cinquante entités ministérielles et gouvernementales. Selon l'audit britannique, effectué par le cabinet Baker Tilly, le système fonctionne de la manière suivante : « l'IFMIS [le système de gestion] génère des paiements aux fournisseurs présents dans le système. En retour, des chèques sont émis pour le paiement des fournisseurs, sur le compte de la Reserve Bank of Malawi (RBM). Cette fonction est centralisée au département de la comptabilité générale. Tous les bordereaux de paiement, à l'exception des pièces justificatives venant des différents ministères, sont traités manuellement au département de comptabilité générale, pour vérification avant traitement des chèques. L'IFMIS est prévu pour permettre au gouvernement du Malawi de gérer son buget et sa trésorerie,. » Cet examen du système de gestion des finances publiques du Malawi révèle des faiblesses importantes. Le gouvernement du Malawi soupçonne qu'« un nombre important de protagonistes a exploité ces faiblesses par collusion, entraînant des pertes financières pour le Trésor public,. »

### L'IFMIS est le mécanisme ayant permis le cashgate
Le gouvernement du Malawi reconnaît ultérieurement que l'IFMIS était vulnérable au mésusage et à la corruption, et il mandate Soft-Tech Consulting Limited, l'entreprise chargée de la mise en place du dispositif, pour enquêter sur l'exploitation illégale du système. Soft-Tech découvre que « des protagonistes étaient en mesure de transférer des fonds depuis les comptes en banque du gouvernement vers les comptes de fournisseurs pour des biens et des services jamais fournis, puis de faire disparaître ces transactions du système ». Un audit ultérieur révèle qu'« un grand nombre de transactions ont été supprimées, » dans l'IFMIS.

## Découverte du cashgate
En septembre 2013, Victor Sithole, un jeune aide-comptable du ministère de l'Environnement est trouvé avec environ 300 000 dollars américains dans le coffre de sa voiture. Une semaine plus tard, le 13 septembre, Paul Mphwiyo, directeur du budget au ministère des Finances, est victime de tirs d'armes à feu à l'extérieur de sa maison de Lilongwe. Il est conduit par sa femme à l'hôpital où son état est stabilisé. Il est ensuite transféré au Kamuzu Central Hospital (en) puis, le jour suivant, en Afrique du Sud.
Dans les jours qui suivent, commencent à émerger des informations selon lesquelles des millions de dollars auraient été dérobés par des fonctionnaires du gouvernement aux dépens de l'État. Certains affirment que Paul Mphwiyo était honnête et qu'il luttait contre ce phénomène, tandis que d'autres déclarent qu'il était impliqué dans la corruption. En peu de temps, des informations sur l'existence d'un complot de fonctionnaires siphonnant l'argent du gouvernement paraissent sur les réseaux sociaux, les blogs et sur les médias en ligne,.

### Réaction initiale
À la suite de la révélation d'un scandale de corruption à grande échelle, le Malawi sombre dans le chaos et la spéculation. L'administration de Joyce Banda soutient que ce pillage a été rendu possible par les failles de l'IFMIS et suggère aussi que Mphwiyo a été attaqué par les instigateurs des vols car il était sur le point de démanteler le système de corruption organisée. La Présidente Banda, à l'époque toujours membre du DPP, annonce un plan pour combler les failles de l'IFMIS et enquêter sur le pillage des ressources publiques. Elle instaure une commission, dirigée par le ministre de la Bonne gouvernance, Christopher Daza, pour superviser ce plan et communiquer ses conclusions aux donateurs du Malawi.
Néanmoins, face à ce scandale, de nombreux bailleurs de fonds suspendent leurs aides. Le 11 octobre 2013, la Norvège gèle son aide au Malawi,. En novembre 2013, la Grande-Bretagne suit la Norvège en suspendant son aide budgétaire. Le gouvernement américain déclare qu'il ne prévoit pas de suspendre son aide dans la mesure où elle est versée aux ONG et pas directement au gouvernement et le Fonds monétaire international diffère un prêt de vingt millions de dollars. Le montant cumulé des aides suspendues en provenance de l'Union Européenne, de la Grande-Bretagne et de la Norvège s'élève à 150 millions de dollars.
En décembre, des groupes issus de la société civile protestent contre la manière dont le gouvernement gère le scandale, l'accusant de ne pas vouloir aller au fond des choses et de ne pas vouloir finaliser l'enquête. Il y a de nombreux appels à la démission de la présidente ; cette dernière rejette ces appels, déclarant que le scandale est une « opportunité en or » d'assainir la fonction publique malawite. Avec l'aide du gouvernement britannique, elle déclenche un audit judiciaire à propos du cashgate et commence à prendre des mesures.

### Remaniement ministériel et arrestations

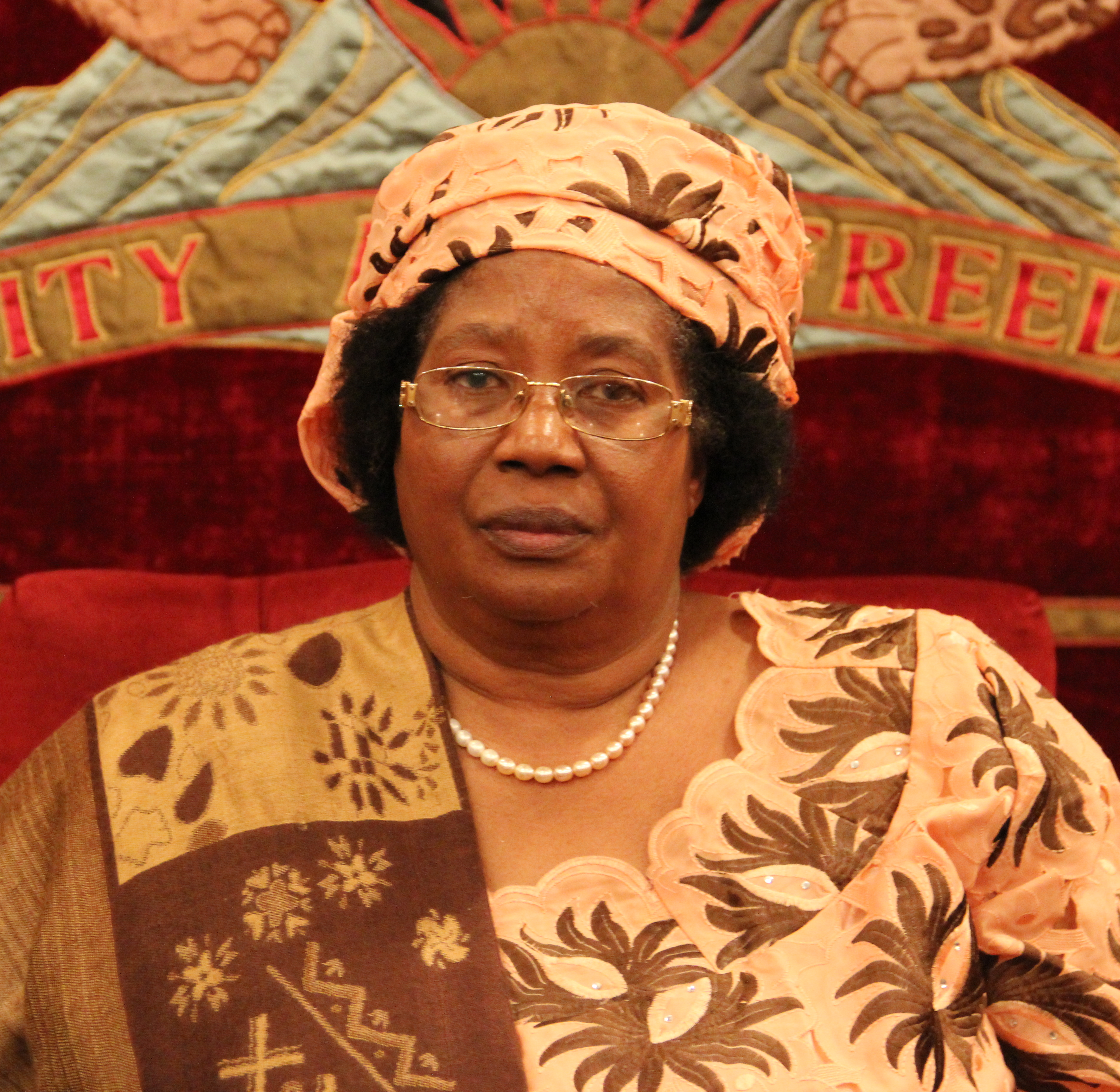
La présidente Joyce Banda en 2012.

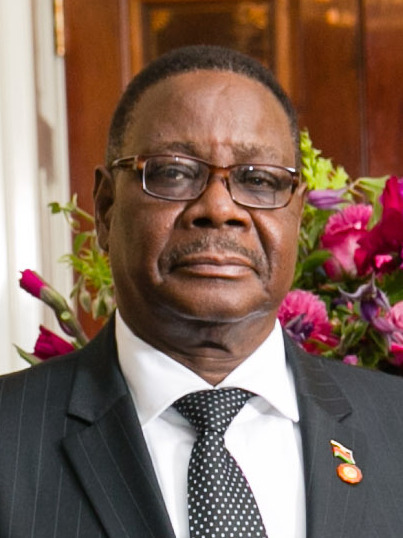
Le président Peter Mutharika en 2014.

La même semaine où les bailleurs de fonds suspendent leurs aides, la présidente Banda dissout son gouvernement. Le 15 octobre, un nouveau gouvernement est nommé. L'ancien ministre des Finances, Ken Lipenga (en), et l'ancien ministre de la Justice, Ralph Kasambara (en), n'en font plus partie,. En outre, environ cinquante comptes en banque, dont ceux de certains membres du gouvernement précédent, sont gelés. La population commence à spéculer sur la raison pour laquelle certains ministres ont été exclus, faute d'avoir une explication claire à ce sujet.
Le bureau anti-corruption du Malawi (Malawi’s Anti-Corruption Bureau, ACB) commence ses investigations sur les activités financières illicites parmi les fonctionnaires et procède aux premières arrestations. Parmi celles-ci, se trouve Alice Namata, un haut fonctionnaire du ministère de la Vie sauvage et du Tourisme, Robert Nantchito, comptable assistant au ministère des Terres, qui travaillait pour le ministère du Commerce, et Maxwell Namata. Peu de temps après, un certain Pika Manondo, suspecté d'être un des tireurs ayant agressé Paul Mphwiyo, est placé sur une liste d'Interpol.
Plus tard, en octobre, l'ACB poursuit ses arrestations. Chazika Munthali, comptable principal du Bureau de la présidence et du gouvernement, avait été chargé d'approuver trois bordereaux totalisant un milliard de kwachas (env. 2,3 millions d'US$) à verser à International Procurement Services, une entreprise appartenant à Osward Lutepo, un haut dirigeant du parti au pouvoir (le People's Party), directeur-adjoint chargé du recrutement et la sensibilisation, qui devient le principal suspect dans l'affaire du cashgate. Les arrestations de personnages de haut-rang se poursuivent en octobre et novembre, deux autres suspects sont arrêtés pour avoir été payés pour des fournitures fictives de services. En novembre, plus de cinquante personnes sont sous les verrous et, le 8 novembre, l'ancien ministre de la Justice, Ralph Kasambara, est arrêté, suspecté d'être le commanditaire de la tentative d'assassinat sur la personne de Paul Mphwiyo. Il est de nouveau arrêté le 27 janvier 2014, pour des accusations de blanchiment d'argent, ce qu'il nie.

## Audits judiciaires de Baker Tilly
Le cabinet d'expertise comptable Baker Tilly est mandaté par le Department of International Development (DFID) britannique pour conduire un audit à valeur légale sur une possible corruption. Cela donne lieu à deux rapports ; le premier, rendu public en février 2014, traite d'environ 32 millions d'US$ de fonds détournés au profit de seize entreprises malawites, mais il ne fournit pas de précisions sur les transactions ni les noms ; le second, adressé confidentiellement au gouvernement du Malawi, détaille les noms des entreprises et des individus impliqués dans des dizaines de transactions illégales.
En février 2014, Baker Tilly rapporte avoir découvert un total de 13,6 milliards de kwachas (13 671 396 751 MWK) détournés en six mois en 2013. Plus de 6 milliards, 45 % environ, relèvent des transactions du cashgate, 4 milliards (29 %) se rapportent à des payements sans pièces justificatives et 3,6 milliards (26 %) concernent des fournitures de biens et services à des prix surévalués. Le rapport conclut :
« Overall, we have identified funding misappropriation and theft of GoM [Government of Malawi] funds. We have seen funds transferred between unrelated companies, individuals withdrawing funds from unconnected organizations and inflated prices paid to companies with limited or no trading history and very large cash withdrawals. We do not believe the receivers of these funds are therefore the ultimate beneficiary in all cases. However, in our opinion further specific detailed work is needed to support the Malawi Law Enforcement Agencies in investigating these matters across international jurisdictions. In this regard we encourage the international donors to continue to support oversight and thus to support ongoing investigations in order to ensure convictions and, if possible, reparations. »
— Audit report on fraud and mismanagement in Malawi

« Globalement, nous avons identifié les détournements de fonds et les vols concernant le gouvernement du Malawi. Nous avons vu des fonds transférés entre des sociétés sans liens entre elles, des particuliers retirant des fonds d'organisations sans qu'ils aient de relations avec elles et des prix gonflés, payés à des sociétés sans antécédents commerciaux, ainsi que de très importants retraits d'espèces. Nous ne croyons pas que les destinataires de ces fonds soient dans tous les cas les bénéficiaires ultimes. Toutefois, à notre avis, d'autres investigations détaillées sont nécessaires pour aider les services de maintien de l'ordre du Malawi à enquêter sur ces questions via toutes les juridictions internationales. À cet égard, nous encourageons les donateurs internationaux à continuer à soutenir la surveillance et les enquêtes en cours afin d'assurer des condamnations et, si possible, des réparations. »
Plus tard, en 2014, le gouvernement britannique fournit à l'Auditeur général et aux agences judiciaires et policières du Malawi le second rapport qui détaille cinquante-trois dossiers liés au cashgate. Les pertes financières sont légèrement supérieures aux estimations et atteignent 15,5 milliards de kwachas. Ce rapport détaille les fonctionnaires, entreprises, banques, ministères et individus impliqués dans les transactions illicites du cashgate. Il démontre que, parmi les hommes d'affaires impliqués, Osward Lutepo est le principal bénéficiaire. L'ancien commandant en chef des forces de défense, le général Henry Odillo, est aussi cité dans le rapport. Ni le président Peter Mutharika ni l'ancienne présidente Joyce Banda ne sont cités comme étant en lien avec le cashgate.
Cependant, en 2017, les autorités malawites lancent un mandat d'arrêt contre l'ex-présidente.

### Citations originales
1. ↑  (en) « the proposed electronic system, IFMIS, is not being implemented, resented for removing discretionary power to reallocate resources. »
2. ↑  (en) « no adequate records of staff and pensions and advances, leading to problems of ghost workers, especially in the education sector. Staff not paid and not motivated. Incomplete and doctored records: auditing not done. »
3. ↑  (en) « IFMIS generates payments to suppliers entered onto the system. In turn, cheques are raised for payment to suppliers and others which are then printed on Reserve Bank of Malawi (RBM) cheques. This function is currently centralized at the Accountant General’s Department. All the payment vouchers, less the supporting documents from the various Ministries, are manually brought to the Accountant General’s Department for verification before cheques are processed. The IFMIS system is designed to enable the GoM to monitor its budget and cash position. »
4. ↑  (en) « a number of perpetrators had exploited these weaknesses through collusion, resulting in financial loss to the government exchequer. »
5. ↑  (en) « perpetrators were able to transfer funds from the government bank accounts to the vendor accounts for goods and services that were never supplied and then to delete these transactions from the IFMIS system. »
6. ↑  (en) « a significant number of transactions had been deleted. »